# Het graf in de grot
Het graf in de grot is het twintigste en laatste album in de Sophie-reeks. Het verhaal is verschenen in Robbedoes nummer 2948 tot 2957 in 1994. Het album werd door Dupuis uitgegeven in 1995.

## Personages
- Sophie
- Mijnheer Karapolie
- Gwendoline
- Rudolf Schmitt
- Hans
- Txica
- enkele goudzoekers
- Naomi
- Tacuma
- Bertje
- Jozef
- Jan-Jaap Pen

## Uitvindingen van Karapolie
- het ei
- de KA-straalgenerator
- automatische onderwater-minicamera

## Verhaal
Dit verhaal gaat verder op het vorige album. Gwendoline heeft het voor elkaar gekregen om sponsors te vinden om een expeditie te doen in het Amazonegebied. Het doel is om de destijds gezonken duikboot, de U-522, op te sporen en de nog aanwezige kunstschatten naar boven te halen. Gwendoline krijgt hierbij assistentie van Sophie en haar vader en Rudolf Schmitt, die tijdens de Tweede Wereldoorlog het commando over de U-522 voerde.
Met de aantekeningen in het scheepsjournaal dat hij in die periode bijhield en enkele kaarten moet het mogelijk zijn om de ligging te bepalen waar de duikboot destijds was gezonken. Dit is niet zo evident omdat de Amazone in die vele jaren verschillende keren van loop is veranderd en natuurlijk groeit de flora in de jungle ontzettend snel. Gelukkig hebben ze ook toegang tot de modernere apparatuur van Sophies vader zoals het ei dat hier aantoont dat het elk moeilijk terrein aankan. Tijdens deze zoektocht komen ze wel wat problemen tegen zoals boomstammen over de rivier alsook Txica de indiaan die in zijn kano op de meest ongepaste momenten opduikt jagend op wild.
Gwendoline houdt zich vooral bezig met videobeelden te maken van de ongelooflijke fauna en flora in het Amazonegebied. Deze worden dagelijks uitgezonden op televisie waarbij Gwendoline aan het einde steeds melding maakt van de sponsors van de expeditie, Amaz Wan die blijkbaar vegetarische hamburgers (natuur-burgers worden ze genoemd) produceren. Een van de televisiekijkers is Hans, een van de voormalige kompanen van Rudolf tijdens de zwerftocht van de duikboot. Hij mag nog dan wel in het ziekenhuis herstellen ten gevolge van een val in het vorige verhaal, hij moet telkens weer lachen als hij hoort dat ze de duikboot nog steeds niet hebben gevonden.
De volgende dag hebben ze echter meer geluk. Terwijl Gwendoline nog wat videobeelden maakt van de jungle, vinden Sophie, haar vader en Rudolf dankzij het ei de ligging zoals beschreven in het scheepsjournaal van Rudolf. Groot is de verrassing dat deze plek zich echter op meer dan 40 meter van de rivier bevindt. De enige logische verklaring die ze kunnen bedenken is dat de natuur de plek zodanig heeft overwoekerd. Maar dat de duikboot in de grond zou zitten, kunnen ze niet geloven. Bovendien herkent Rudolf helemaal niets van de plaats waar ze zich nu bevinden.
Dan krijgen ze een oproep van Gwendoline die in de problemen zit. Zij heeft tijdens het filmen een hut gevonden waar drie mannen aan het graven zijn. Omdat deze mannen een goudader hebben gevonden en geen pottenkijkers willen, eisen ze de videocamera. Gwendoline verdedigt zich met een geweer en door een zendertje in haar zak weet ze het ei op te "biepen". In het ei wordt Gwendolines positie nauwkeurig weergegeven. In volle vaart begeven de vrienden zich naar deze plek. Als ze er aankomen, wil Gwendoline zeggen dat de mannen haar videocamera wilden afpakken. Dit moment van onoplettendheid stelt een van de goudzoekers in staat om Gwendoline het geweer afhandig te maken en haar onder schot te houden. Hij zegt tot Sophies vader en Rudolf dat ze zich niet mogen bewegen of anders gaat Gwendoline er aan.
Sophie hadden ze nog niet opgemerkt. Zij komt naar buiten gelopen met een ring in de hand. Ze roept tegen de goudzoekers dat ze Gwendoline moeten loslaten. Hier moeten de mannen om lachen. Sophie zegt dat ze geen grapjes maakt en stelt de ring in werking. Dit is de KA-straalgenerator, een andere uitvinding van haar vader (uit het vijfde album). Sophie gebruikt de KA-straal om de hut van de goudzoekers neer te halen, een boom doormidden te snijden en het water in een poeltje op te warmen. De boeven zijn zo verward en verbouwereerd dat Gwendoline kan ontsnappen met haar camera en ook haar geweer terug kan pakken. De vrienden maken zich via het ei snel uit de voeten, terug naar hun kamp.
Daar aangekomen bekijkt Rudolf het logboek nogmaals en vloekt omdat ze op de aangegeven plaats zijn geweest en niets hadden gevonden. Als Sophie dit nakijkt, ontdekt ze dat iemand een cijfer heeft veranderd. Het is subtiel met een potlood gedaan, maar het is duidelijk dat een 3 is veranderd in een 8. Rudolf vermoedt dat dit het werk is van Hans. Op hetzelfde moment wordt Hans in het ziekenhuis weggevoerd. Een verpleegster had hem de tv-kamer zien uitlopen, lachend als een waanzinnige waarna hij in elkaar zakte. De dokter stelt vast dat Hans is bezweken aan een hartstilstand, dat hij zich met andere woorden letterlijk dood heeft gelachen.
Met het ei gaan Sophie, haar vader en Rudolf nu naar de echte ligging van de gezonken duikboot. Dankzij de metaaldetector aanwezig in het ei, hebben ze deze al gauw gevonden. Duiken naar de boot kunnen ze niet, want daarvoor hebben ze niet het benodigde duikmateriaal. Dit is het moment voor Sophies vader om zijn nieuwste uitvinding uit te testen. Het is een automatische onderwater-minicamera die met een radiozender kan worden bestuurd. De zender heeft een scherm ingebouwd waarop ze alles wat de camera filmt kunnen volgen. Al snel krijgen ze de duikboot in het vizier.
Een opgewonden Rudolf geeft mijnheer Karapolie aan waar hij de camera heen moet sturen. Hij slaagt erin om de camera de duikboot in te laten gaan. Rudolf laat hem sturen naar de torpedoruimte. Hij schrikt erg als hij merkt dat de waterdichte schotten allemaal open zijn, want deze had hij destijds afgesloten. Als ze de camera de ruimte insturen waar de kisten zich moeten bevinden, is er daar niets meer van terug te zien. Groot is hun ontgoocheling als de kisten blijkbaar door iemand anders al zijn opgedoken.
Veel tijd om te treuren hebben ze echter niet, want het drietal wordt aangevallen door een groep indianen, van kop tot teen beschilderd met blauwe verf. Ze worden overmeesterd en geboeid naar het indianendorp gevoerd. Daar aangekomen maakt het opperhoofd zich boos op zijn mannen. Het opperhoofd blijkt hun taal te spreken. Hij vertelt dat hij Naomi heet en verontschuldigt zich voor de ruwe aanpak van zijn krijgers. Zijn krijgers speelden een spel waarbij ze eenmaal per jaar op oorlogspad gaan zoals hun voorouders dat deden. Sophies vader vertelt dat ze op zoek waren naar een ijzeren boot op de bodem van de rivier. Naomi heeft van de duikboot gehoord, een verhaal dat hen heeft geleerd blanken te wantrouwen. Naomi nodigt hen uit om naar de dorpsoudste Tacuma te gaan die het verhaal nog goed kent.
Tacuma vertelt dat lang geleden de blanke mannen hen met vuurwapens overvielen en hen dwongen om de rivier in te duiken en stenen beelden van hun goden op te duiken. Veel van de krijgers verdronken of werden genadeloos afgeslacht als ze niet wilden gehoorzamen. Toen de blanken op een nacht te veel gedronken hadden en in een diepe slaap lagen, hadden de indianen hen allemaal gedood. Tacuma toont hen de hoofden van de gedode blanken. Rudolf herkent een van de hoofden als die van generaal Erhard Elmer en beseft nu hoe deze aan zijn einde is gekomen. Naomi moet zijn blanke vrienden teleurstellen want de kunstschatten zijn ook niet langer in het dorp aanwezig. Ze werden enkele maanden nadat deze waren opgevist meegenomen door de Braziliaanse regering. De teleurstelling is groot, vooral bij Rudolf. Het opperhoofd nodigt hen uit om mee te doen aan het feest. Dit voorstel nemen ze aan en nadat ze Gwendoline hebben opgehaald wordt er gevierd tot in de late uurtjes.
De volgende ochtend ontwaakt Sophies vader in zijn tentje als hij een vreemd geluid hoort. Door het drinken van sterke drank, met name chicha, heeft hij aan het feest een kater overgehouden. Dat vreemde geluid blijkt een stortregen te zijn. Ook de anderen zijn al snel op. Ze beseffen dat ze er zo vlug mogelijk vandoor moeten omdat het water binnen enkele minuten meters kan stijgen. Ze pakken de noodzakelijkste dingen mee en vertrekken met het ei naar de Altiplano, ook wel het Hoogland genoemd. Op dit hoger gelegen gebied hebben ze de beste kans om aan de stortregens te ontkomen en zich te laten oppikken door de helikopters. Ondanks het noodweer slaagt Sophies vader er in om in een hoog tempo het ei door het moeilijke landschap te navigeren. Aan het begin van de avond kunnen ze landen op hoger gelegen gebied waar het niet regent. Het is een geschikte plek om de nacht door te brengen.
Terwijl Gwendoline en Rudolf een beschutting van bladeren maken, gaat Sophies vader de radio inschakelen, zodat hij zo snel mogelijk hulp kan inroepen. Sophie gaat hout zoeken om een vuur te maken, zodat ze een warme maaltijd kunnen bereiden. Ze neemt uit veiligheidsoverwegingen een mes met ingebouwd kompas mee en een zaklantaarn. Lang hoeft ze niet te zoeken om een hele bundel bij elkaar te sprokkelen, want er liggen veel dode takken. Als ze het vuur wil aansteken, merkt ze iets vreemd op tussen het gebladerte. Met haar mes verwijdert ze de taken en bladeren en onthult ze een stenen beeld. Ze besluit om dit aan Gwendoline te laten zien. Plotseling zakt ze door de grond. Ze belandt in een donkere grot. Het ondiepe water heeft haar val gebroken. Haar zaklantaarn werkt gelukkig nog. In de grot vindt ze nog meer stenen beelden die naar haar mening van de Maya's of Inca's moeten zijn. Zo vindt ze een aantal zalen met beelden en ook reliëftekeningen op de rotswanden. In een andere zaal vindt ze grote vazen. Hierin doet ze een nog grotere ontdekking, met name een beker helemaal van goud.
Via een ladder geraakt ze weer uit de grot en haalt de anderen. Als ze met zijn allen afdalen, is Gwendoline heel tevreden. Ze herkent de beelden als typisch afkomstig van de Maya's. Ook vinden ze een masker helemaal uit jade. Door de gebogen mond met de tanden gesneden in de vorm van een T weet ze dat het om een dodenmasker gaat van een vorstelijk persoon. Het zijn zonnesymbolen van onsterfelijkheid.
Gwendoline werkt nog enkele maanden verder samen met de Braziliaanse regering omdat deze ontdekking geanalyseerd moet worden. Sophie keert met haar vader en Rudolf huiswaarts. Rudolf blijft toch nog ontgoocheld. Hoewel ze via de Braziliaanse regering de schatten uit de duikboot wellicht terug kunnen opsporen, had hij die schat toch graag zelf willen terugvinden. Enkele maanden later ontvangt Sophie een uitnodiging van Gwendoline dat ze naar het museum mag komen voor de opening van de Sophie-zaal. Met enige trots laat ze dit na school lezen door haar beste vriend Bertje, die ze in het weekend zal helpen met een spreekbeurt.
Als Sophie de volgende dag samen met haar vader naar het museum gaat en de naar haar vernoemde zaal betreedt, voelt ze zich vereerd. Gwendoline toont Sophie trots de reconstructie van de grot die Sophie had ontdekt, hetgeen een hele klus was. Ook zijn er enkele schaalmodellen en geleende originelen tentoongesteld. Door de reliëfs te ontleden, zijn ze ook te weten gekomen dat de Maya's destijds in de grot afdaalden om aan de Spanjaarden te ontvluchten en hun goud te verbergen. Wellicht zijn ze daar ook gebleven en gestorven. Ze vonden nog een zaal met een dertigtal tombes. Rudolf Schmitt is ook aanwezig. Hij vertelt dat hij momenteel werkt voor een uitgeverij die hem heeft gevraagd om zijn memoires op te schrijven. Sophie wordt benaderd door Jan-Jaap Pen, een journalist van een krant. Hij wil een artikel schrijven over de ontdekking van Sophie en vraagt het meisje of ze een goede titel weet. Sophie hoeft hier niet lang over na te denken: Het begon met een val...

## Trivia
- De sponsor van de expeditie Amaz Wan is wellicht geïnspireerd door Zwan, de producent van onder andere de bekende tv-worstjes.
- Sophie roept op een bepaald moment haar butler Jozef die haar van school komt halen en haar de uitnodiging van Gwendoline overhandigt. Sophie spreekt Jozef echter aan met "Pieters". Pieters is een heel ander karakter uit de reeks en komt in de laatste twee albums ook helemaal niet voor. Wellicht is hier een fout opgetreden bij de vertaling van het Frans naar het Nederlands.